# Vaginite por candidíase
Vaginite por candidíase ou vulvovaginite por candidíase é a irritação na vagina causada pela proliferação excessiva de fungos. O sintoma mais comum é o prurido vaginal, que pode ser intenso. Entre outros sintomas estão o ardor ao urinar, corrimento vaginal branco e espesso que geralmente não apresenta mau odor, dor durante as relações sexuais e vermelhidão em volta da vagina. Os sintomas geralmente agravam-se imediatamente antes do período menstrual.
As vaginites por candidíase são geralmente o resultado da proliferação excessiva do fungo Candida. Em situações normais, este fungo está naturalmente presente na vagina em pequenas quantidades. A doença não é considerada uma infeção sexualmente transmissível, embora possa ocorrer com maior frequência em pessoas sexualmente ativas. Entre os fatores de risco estão a toma de antibióticos, uma gravidez, diabetes e VIH/SIDA. É possível que uma dieta rica em açúcares simples possa também ter influência. A roupa apertada, o tipo de roupa interior e a higiene pessoal não aparentam ter influência. O diagnóstico é realizado com análises a uma amostra de corrimento vaginal. Dado que os sintomas são semelhantes aos de infeções sexualmente transmissíveis como a clamídia e a gonorreia, pode ser necessário realizar exames para despistar outras causas.
Apesar da falta de evidências, é muitas vezes recomendado usar roupa interior que não seja apertada como medida de prevenção. Também se recomenda evitar os duches vaginais e a utilização de produtos de higiene perfumados. O tratamento é feito com medicamentos antifúngicos. Os mais comuns são pomadas de clotrimazol ou comprimidos de fluconazol. Não há evidências de que os probióticos tenham utilidade em infeções ativas.
Cerca de 75% de todas as mulheres apresentam pelo menos uma vaginite por candidíase em algum momento de sua vida. Cerca de metade apresenta pelo menos duas. Cerca de 5% apresenta mais de três infeções por ano. É a segunda causa mais comum de inflamação vaginal, atrás da vaginose bacteriana.